# ウォリコ川
ウォリコ川（英語: Wokiro River）はエリトリアのワジ（涸れ谷）。季節により増水する。川はマッサワの北方で紅海に流れ込む。 流れは途中で別の涸れ谷、ワジ・ラバと合流する。